# Liste des députés de la treizième législature du Landtag de Bade-Wurtemberg
Les députés de la treizième législature du Landtag de Bade-Wurtemberg sont les députés du Landtag de Bade-Wurtemberg élus lors des élections législatives de 2001 dans le Bade-Wurtemberg pour la période 2001-2006.
| Député                 | Groupe parlementaire         | Circonscription              | Mandat                         | Résultat | Remarques                                                           |
| ---------------------- | ---------------------------- | ---------------------------- | ------------------------------ | -------- | ------------------------------------------------------------------- |
| Katrin Altpeter        | SPD                          | 15 Waiblingen                | Zweitmandat                    | 35,4 %   |                                                                     |
| Theresia Bauer         | Grüne                        | 34 Heidelberg                | Zweitmandat                    | 15,1 %   |                                                                     |
| Christoph Bayer        | SPD                          | 48 Breisgau                  | Zweitmandat                    | 33,9 %   |                                                                     |
| Wolfgang Bebber        | SPD                          | 19 Eppingen                  | Zweitmandat                    | 33,8 %   | démissionne le 1er mai 2003 (remplacé par Ingo Rust)                |
| Ernst Behringer        | CDU                          | 70 Sigmaringen               | Direktmandat                   | 55,4 %   |                                                                     |
| Heiderose Berroth      | FDP/DVP                      | 06 Leonberg                  | Zweitmandat                    | 9,2 %    |                                                                     |
| Dietrich Birk          | CDU                          | 10 Göppingen                 | Direktmandat                   | 40,6 %   |                                                                     |
| Frieder Birzele        | SPD                          | 10 Göppingen                 | Zweitmandat                    | 38,0 %   |                                                                     |
| Thomas Blenke          | CDU                          | 43 Calw                      | Direktmandat                   | 46,3 %   |                                                                     |
| Stephan Braun          | SPD                          | 05 Böblingen                 | Zweitmandat                    | 34,6 %   |                                                                     |
| Carla Bregenzer        | SPD                          | 08 Kirchheim unter Teck      | Zweitmandat                    | 34,5 %   |                                                                     |
| Carmina Brenner        | CDU                          | 45 Freudenstadt              | Direktmandat                   | 50,4 %   |                                                                     |
| Elke Brunnemer         | CDU                          | 41 Sinsheim                  | Direktmandat                   | 44,2 %   |                                                                     |
| Mario Capezzuto        | SPD                          | 25 Schwäbisch Gmünd          | Zweitmandat                    | 34,8 %   |                                                                     |
| Walter Caroli          | SPD                          | 50 Lahr                      | Zweitmandat                    | 33,9 %   |                                                                     |
| Heike Dederer          | CDU (bis Anfang 2005: Grüne) | 14 Bietigheim-Bissingen      | Zweitmandat                    | 8,3 %    |                                                                     |
| Jörg Döpper            | CDU                          | 09 Nürtingen                 | Direktmandat                   | 41,8 %   |                                                                     |
| Walter Döring          | FDP/DVP                      | 22 Schwäbisch Hall           | Zweitmandat                    | 23,1 %   |                                                                     |
| Richard Drautz         | FDP /DVP                     | 19 Eppingen                  | Zweitmandat                    | 10,4 %   |                                                                     |
| Wolfgang Drexler       | SPD                          | 07 Esslingen                 | Zweitmandat                    | 38,0 %   |                                                                     |
| Beate Fauser           | FDP/DVP                      | 43 Calw                      | Zweitmandat                    | 11,2 %   |                                                                     |
| Günter Fischer         | SPD                          | 27 Karlsruhe I               | Direktmandat                   | 38,1 %   |                                                                     |
| Gundolf Fleischer      | CDU                          | 48 Breisgau                  | Direktmandat                   | 44,6 %   |                                                                     |
| Reinhold Gall          | SPD                          | 20 Neckarsulm                | Zweitmandat                    | 34,2 %   |                                                                     |
| Rolf Gaßmann           | SPD                          | 01 Stuttgart I               | Direktmandat                   | 35,7 %   |                                                                     |
| Horst Glück            | FDP/DVP                      | 61 Hechingen-Münsingen       | Zweitmandat                    | 14,8 %   | décédé le 15 août 2004 (remplacé par Renate Götting)                |
| Helmut Göschel         | SPD                          | 41 Sinsheim                  | Zweitmandat                    | 37,9 %   |                                                                     |
| Renate Götting         | FDP/DVP                      | 61 Hechingen-Münsingen       | suppléante pour un Zweitmandat | 14,8 %   | remplace Horst Glück le 6 septembre 2004                            |
| Inge Gräßle            | CDU                          | 24 Heidenheim                | Direktmandat                   | 40,6 %   | démissionne le 20 juillet 2004 (remplacé par Bernd Hitzler)         |
| Rosa Grünstein         | SPD                          | 40 Schwetzingen              | Zweitmandat                    | 38,6 %   |                                                                     |
| Friedlinde Gurr-Hirsch | CDU                          | 19 Eppingen                  | Direktmandat                   | 41,6 %   |                                                                     |
| Alfred Haas            | CDU                          | 49 Emmendingen               | Direktmandat                   | 44,0 %   |                                                                     |
| Gustav-Adolf Haas      | SPD                          | 46 Freiburg I                | Zweitmandat                    | 30,9 %   |                                                                     |
| Hans-Martin Haller     | SPD                          | 63 Balingen                  | Zweitmandat                    | 31,5 %   |                                                                     |
| Rita Haller-Haid       | SPD                          | 62 Tübingen                  | Zweitmandat                    | 32,8 %   |                                                                     |
| Peter Hauk             | CDU                          | 38 Neckar-Odenwald           | Direktmandat                   | 54,2 %   |                                                                     |
| Rudolf Hausmann        | SPD                          | 60 Reutlingen                | Zweitmandat                    | 33,9 %   |                                                                     |
| Ursula Haußmann        | SPD                          | 26 Aalen                     | Zweitmandat                    | 32,3 %   |                                                                     |
| Hans Heinz             | CDU                          | 16 Schorndorf                | Direktmandat                   | 40,8 %   |                                                                     |
| Klaus Herrmann         | CDU                          | 12 Ludwigsburg               | Direktmandat                   | 38,8 %   |                                                                     |
| Dieter Hillebrand      | CDU                          | 60 Reutlingen                | Direktmandat                   | 42,1 %   |                                                                     |
| Bernd Hitzler          | CDU                          | 24 Heidenheim                | suppléant pour un Direktmandat | 40,6 %   | remplace Inge Gräßle le 23 juillet 2004                             |
| Jürgen Hofer           | FDP/DVP                      | 16 Schorndorf                | Zweitmandat                    | 13,7 %   |                                                                     |
| Andreas Hoffmann       | CDU                          | 56 Konstanz                  | Direktmandat                   | 39,7 %   |                                                                     |
| Edeltraud Hollay       | SPD                          | 03 Stuttgart III             | suppléante pour un Zweitmandat | 37,8 %   | remplace Ulrich Maurer le 18 octobre 2005                           |
| Manfred Hollenbach     | CDU                          | 14 Bietigheim-Bissingen      | suppléant pour un Direktmandat | 40,2 %   | remplace Annette Schavan le 1er octobre 2005                        |
| Hans Georg Junginger   | SPD                          | 39 Weinheim                  | Zweitmandat                    | 37,9 %   |                                                                     |
| Karl-Wolfgang Jägel    | CDU                          | 32 Rastatt                   | suppléant pour un Direktmandat | 52,5 %   | remplace Thomas Schäuble le 1er octobre 2004                        |
| Klaus Käppeler         | SPD                          | 61 Hechingen-Münsingen       | Zweitmandat                    | 27,1 %   |                                                                     |
| Gunter Kaufmann        | SPD                          | 32 Rastatt                   | Zweitmandat                    | 34,0 %   |                                                                     |
| Helmut Kiefl           | CDU                          | 68 Wangen im Allgäu          | Direktmandat                   | 54,7 %   |                                                                     |
| Birgit Kipfer          | SPD                          | 06 Leonberg                  | Zweitmandat                    | 32,0 %   |                                                                     |
| Dieter Kleinmann       | FDP/DVP                      | 53 Rottweil                  | Zweitmandat                    | 9,5 %    |                                                                     |
| Wilfried Klenk         | CDU                          | 17 Backnang                  | Direktmandat                   | 42,2 %   |                                                                     |
| Eugen Klunzinger       | CDU                          | 05 Böblingen                 | Direktmandat                   | 44,2 %   |                                                                     |
| Thomas Knapp           | SPD                          | 44 Enz                       | Zweitmandat                    | 37,5 %   |                                                                     |
| Rudolf Köberle         | CDU                          | 69 Ravensburg                | Direktmandat                   | 52,9 %   |                                                                     |
| Winfried Kretschmann   | Grüne                        | 09 Nürtingen                 | Zweitmandat                    | 9,4 %    |                                                                     |
| Jochen K. Kübler       | CDU                          | 21 Hohenlohe                 | Direktmandat                   | 50,9 %   |                                                                     |
| Rolf Kurz              | CDU                          | 15 Waiblingen                | Direktmandat                   | 40,0 %   |                                                                     |
| Bernhard Lasotta       | CDU                          | 20 Neckarsulm                | Direktmandat                   | 43,6 %   |                                                                     |
| Ursula Lazarus         | CDU                          | 33 Baden-Baden               | Direktmandat                   | 51,3 %   |                                                                     |
| Johanna Lichy          | CDU                          | 18 Heilbronn                 | Direktmandat                   | 42,0 %   |                                                                     |
| Brigitte Lösch         | Grüne                        | 01 Stuttgart I               | Zweitmandat                    | 18,0 %   |                                                                     |
| Winfried Mack          | CDU                          | 26 Aalen                     | Direktmandat                   | 48,5 %   |                                                                     |
| Stefan Mappus          | CDU                          | 42 Pforzheim                 | Direktmandat                   | 46,6 %   |                                                                     |
| Ulrich Maurer          | SPD                          | 03 Stuttgart III             | Zweitmandat                    | 37,8 %   | démissionne le 17 octobre 2005 (remplacé par Edeltraud Hollay)      |
| Herbert Moser          | SPD                          | 55 Tuttlingen-Donaueschingen | Zweitmandat                    | 26,7 %   |                                                                     |
| Ulrich Müller          | CDU                          | 67 Bodensee                  | Direktmandat                   | 48,0 %   |                                                                     |
| Max Nagel              | SPD                          | 35 Mannheim I                | Direktmandat                   | 47,7 %   | décédé le 20 mars 2004 (remplacé par Roland Weiß)                   |
| Veronika Netzhammer    | CDU                          | 57 Singen                    | Direktmandat                   | 48,7 %   |                                                                     |
| Ulrich Noll            | FDP/DVP                      | 09 Nürtingen                 | Zweitmandat                    | 9,7 %    |                                                                     |
| Thomas Oelmayer        | Grüne                        | 64 Ulm                       | Zweitmandat                    | 10,3 %   |                                                                     |
| Günther H. Oettinger   | CDU                          | 13 Vaihingen/Enz             | Direktmandat                   | 42,8 %   |                                                                     |
| Boris Palmer           | Grüne                        | 62 Tübingen                  | Zweitmandat                    | 15,1 %   |                                                                     |
| Christoph Palmer       | CDU                          | 02 Stuttgart II              | Direktmandat                   | 39,3 %   |                                                                     |
| Günther-Martin Pauli   | CDU                          | 63 Balingen                  | Direktmandat                   | 51,4 %   |                                                                     |
| Ernst Pfister          | FDP/DVP                      | 55 Tuttlingen-Donaueschingen | Zweitmandat                    | 9,1 %    |                                                                     |
| Werner Pfisterer       | CDU                          | 34 Heidelberg                | Direktmandat                   | 37,0 %   |                                                                     |
| Dieter Puchta          | SPD                          | 59 Waldshut                  | Zweitmandat                    | 35, 5 %  | démissionne le 5 août 2002                                          |
| Margot Queitsch        | SPD                          | 47 Freiburg II               | Direktmandat                   | 36,7 %   |                                                                     |
| Renate Rastätter       | Grüne                        | 27 Karlsruhe I               | Zweitmandat                    | 11,0 %   |                                                                     |
| Helmut Rau             | CDU                          | 50 Lahr                      | Direktmandat                   | 49,8 %   |                                                                     |
| Heribert Rech          | CDU                          | 29 Bruchsal                  | Direktmandat                   | 52,8 %   |                                                                     |
| Klaus Dieter Reichardt | CDU                          | 36 Mannheim II               | Direktmandat                   | 40,7 %   |                                                                     |
| Wolfgang Reinhart      | CDU                          | 23 Main-Tauber               | Direktmandat                   | 50,6 %   |                                                                     |
| Friedhelm Repnik       | CDU                          | 62 Tübingen                  | Direktmandat                   | 38,3 %   |                                                                     |
| Martin Rivoir          | SPD                          | 64 Ulm                       | Zweitmandat                    | 34,0 %   |                                                                     |
| Karl-Wilhelm Röhm      | CDU                          | 61 Hechingen-Münsingen       | Direktmandat                   | 45,9 %   |                                                                     |
| Christine Rudolf       | SPD                          | 14 Bietigheim-Bissingen      | Zweitmandat                    | 35,2 %   |                                                                     |
| Wolfgang Rückert       | CDU                          | 06 Leonberg                  | Direktmandat                   | 45,0 %   |                                                                     |
| Helmut Walter Rüeck    | CDU                          | 22 Schwäbisch Hall           | Direktmandat                   | 31,4 %   |                                                                     |
| Ingo Rust              | SPD                          | 19 Eppingen                  | suppléant pour un Zweitmandat  | 33,8 %   | remplace Wolfgang Bebber le 1er mai 2003                            |
| Nikolaos Sakellariou   | SPD                          | 22 Schwäbisch Hall           | Zweitmandat                    | 30,2 %   |                                                                     |
| Dieter Salomon         | Grüne                        | 47 Freiburg II               | Zweitmandat                    | 21,0 %   | démissionne le 14 août 2002 (remplacé par Edith Sitzmann)           |
| Thomas Schäuble        | CDU                          | 32 Rastatt                   | Direktmandat                   | 52,5 %   | démissionne le 30 septembre 2004 (remplacé par Karl-Wolfgang Jägel) |
| Annette Schavan        | CDU                          | 14 Bietigheim-Bissingen      | Direktmandat                   | 40,2 %   | démissionne le 30 septembre 2005 (remplacé par Manfred Hollenbach)  |
| Volker Schebesta       | CDU                          | 51 Offenburg                 | Direktmandat                   | 50,0 %   |                                                                     |
| Stefan Scheffold       | CDU                          | 25 Schwäbisch Gmünd          | Direktmandat                   | 46,9 %   |                                                                     |
| Winfried Scheuermann   | CDU                          | 44 Enz                       | Direktmandat                   | 41,8 %   |                                                                     |
| Nils Schmid            | SPD                          | 09 Nürtingen                 | Zweitmandat                    | 32,0 %   |                                                                     |
| Regina Schmidt-Kühner  | SPD                          | 28 Karlsruhe II              | Direktmandat                   | 39,4 %   |                                                                     |
| Claus Schmiedel        | SPD                          | 12 Ludwigsburg               | Zweitmandat                    | 35,4 %   |                                                                     |
| Peter Schneider (de)   | CDU                          | 66 Biberach an der Riß       | Direktmandat                   | 57,2 %   |                                                                     |
| Klaus Schüle           | CDU                          | 46 Freiburg I                | Zweitmandat                    | 39,7 %   |                                                                     |
| Franz Schuhmacher      | CDU                          | 55 Tuttlingen-Donaueschingen | Direktmandat                   | 53,3 %   |                                                                     |
| Hermann Seimetz        | CDU                          | 11 Geislingen                | Direktmandat                   | 43,3 %   |                                                                     |
| Rolf Seltenreich       | SPD                          | 36 Mannheim II               | Zweitmandat                    | 40,1 %   |                                                                     |
| Michael Sieber         | CDU                          | 37 Wiesloch                  | Direktmandat                   | 46,7 %   |                                                                     |
| Edith Sitzmann         | Grüne                        | 47 Freiburg II               | suppléante pour un Zweitmandat | 21,0 %   | remplace Dieter Salomon le 30 août 2002                             |
| Willi Stächele         | CDU                          | 52 Kehl                      | Direktmandat                   | 54,7 %   |                                                                     |
| Wolfgang Staiger       | SPD                          | 24 Heidenheim                | Zweitmandat                    | 39,4 %   |                                                                     |
| Hans-Jochem Steim      | CDU                          | 53 Rottweil                  | Direktmandat                   | 52,1 %   |                                                                     |
| Rainer Stickelberger   | SPD                          | 58 Lörrach                   | Direktmandat                   | 41,6 %   |                                                                     |
| Monika Stolz           | CDU                          | 64 Ulm                       | Direktmandat                   | 44,6 %   |                                                                     |
| Gerhard Stratthaus     | CDU                          | 40 Schwetzingen              | Direktmandat                   | 43,6 %   |                                                                     |
| Peter Straub           | CDU                          | 59 Waldshut                  | Direktmandat                   | 46,6 %   |                                                                     |
| Gerd Teßmer            | SPD                          | 38 Neckar-Odenwald           | Zweitmandat                    | 31,4 %   |                                                                     |
| Erwin Teufel           | CDU                          | 54 Villingen-Schwenningen    | Direktmandat                   | 54,7 %   |                                                                     |
| Michael Theurer        | FDP/DVP                      | 45 Freudenstadt              | Zweitmandat                    | 12,8 %   |                                                                     |
| Karl Traub             | CDU                          | 65 Ehingen                   | Direktmandat                   | 53,5 %   |                                                                     |
| Inge Utzt              | SPD                          | 04 Stuttgart IV              | Direktmandat                   | 37,6 %   |                                                                     |
| Erwin Vetter           | CDU                          | 31 Ettlingen                 | Direktmandat                   | 48,4 %   |                                                                     |
| Christa Vossschulte    | CDU                          | 07 Esslingen                 | Direktmandat                   | 40,7 %   |                                                                     |
| Georg Wacker           | CDU                          | 39 Weinheim                  | Direktmandat                   | 42,6 %   |                                                                     |
| Jürgen Walter          | Grüne                        | 12 Ludwigsburg               | Zweitmandat                    | 9,9 %    |                                                                     |
| Ruth Weckenmann        | SPD                          | 02 Stuttgart II              | Zweitmandat                    | 34,5 %   |                                                                     |
| Roland Weiß            | SPD                          | 35 Mannheim I                | suppléant pour un Direktmandat | 47,7 %   | remplace Max Nagel le 29 mars 2004                                  |
| Claus Wichmann         | SPD                          | 34 Heidelberg                | Zweitmandat                    | 36,6 %   |                                                                     |
| Franz Wieser           | CDU                          | 30 Bretten                   | Direktmandat                   | 44,6 %   |                                                                     |
| Clemens Winckler       | CDU                          | 03 Stuttgart III             | Direktmandat                   | 38,8 %   |                                                                     |
| Alfred Winkler         | SPD                          | 59 Waldshut                  | suppléant pour un Zweitmandat  | 35,5 %   | remplace Dieter Puchta le 14 août 2002                              |
| Peter Wintruff         | SPD                          | 30 Bretten                   | Zweitmandat                    | 35,8 %   |                                                                     |
| Walter Witzel          | Grüne                        | 46 Freiburg I                | Zweitmandat                    | 17,3 %   |                                                                     |
| Marianne Wonnay        | SPD                          | 49 Emmendingen               | Zweitmandat                    | 37,3 %   |                                                                     |
| Norbert Zeller         | SPD                          | 67 Bodensee                  | Zweitmandat                    | 30,7 %   |                                                                     |
| Karl Zimmermann        | CDU                          | 08 Kirchheim unter Teck      | Direktmandat                   | 42,0 %   |                                                                     |